# Dachong, Sichuan
Dachong (kinesiska: 大崇乡, 大崇) är en socken i Kina. Den ligger i provinsen Sichuan, i den sydvästra delen av landet, omkring 440 kilometer söder om provinshuvudstaden Chengdu. Antalet invånare är 14 058. Befolkningen består av 6 947 kvinnor och 7 111 män. Barn under 15 år utgör 24,0 %, vuxna 15-64 år 67 %, och äldre över 65 år 8,0 %.
Genomsnittlig årsnederbörd är 1 047 millimeter. Den regnigaste månaden är juli, med i genomsnitt 266 mm nederbörd, och den torraste är januari, med 4 mm nederbörd.